# Juan Galindo
Juan Galindo (født 1802, død 1839 i Tegucigalpa) var en mellemamerikansk opdagelsesrejsende, arkæolog og uafhængighedsforkæmper af spansk-engelsk-irsk afstamning. Han er kendt for sin udforskning af mayaruiner.
Galindo var søn af en spansk embedsmand i Costa Rica (i det daværende Nyspanien). I en ung alder sluttede han sig til uafhængighedsbevægelsen, for hvilken han ledte belejringen af Omoa. Havnebyen Omoa i det nuværende Honduras, var på det tidspunkt den sidste spanske højborg i Mellemamerika.
Efter uafhængigheden fra Spanien blev opnået i 1823, arbejdede Galindo som embedsmand for Mellemamerikas Forenede Stater, beskæftiget med opmåling, kartografi og topografi samt studier af lokale skikke.
Han udforskede også mayaruiner, især i Palenque og Copán. I modsætning til andre forskere i de præcolumbianske kulturer på hans tid, var Galindo den første, der gik ind for den (rigtige) tese, at bygningsværkerne ikke var skabt af en af de antikke højkulturer, men af forfædrene til Mellemamerikas oprindelige indfødte befolkning, mayaerne.
Som loyal støtte til præsident Francisco Morazán, blev Galindo involveret i borgerkrigen, da denne brød ud i 1838. Han deltog i flere slag, og da styrker fra Nicaragua i 1839 erobrede Tegucigalpa, blev Galindo dræbt i kamp.